# Raciąż (Landgemeinde)
Die gmina wiejska Raciąż ist eine selbständige Landgemeinde in Polen im Powiat Płoński in der Woiwodschaft Masowien. Ihr Sitz befindet sich in der Stadt Raciąż. Die Landgemeinde, zu der die Stadt Raciąż selbst nicht gehört, hat eine Fläche von 248,8 km², auf der (Stand: 31. Dezember 2020) 8218 Menschen leben.

## Geographie

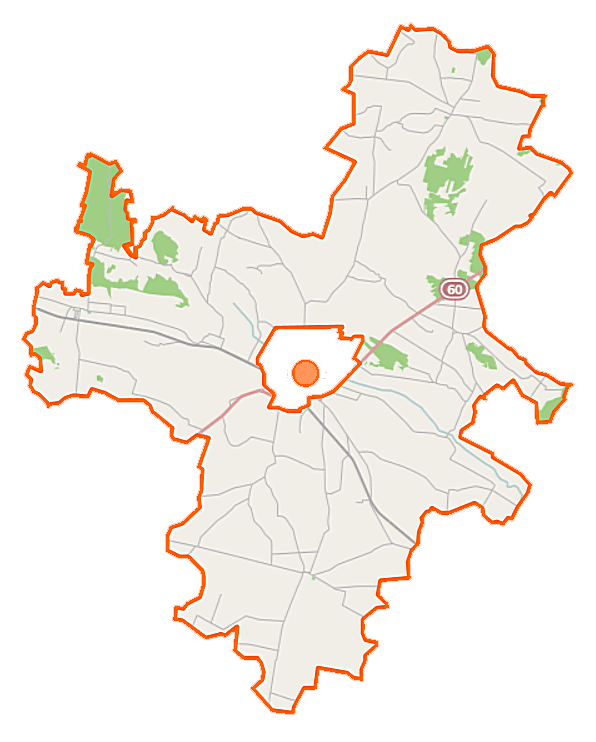
Karte der Landgemeinde

Das Gebiet der Landgemeinde umgibt die Stadt Raciąż an allen Seiten.

## Geschichte
Von 1975 bis 1998 gehörte die Landgemeinde zur Woiwodschaft Ciechanów.

## Gemeindegliederung
Die Landgemeinde Raciąż besteht aus 53 Schulzenämtern:
Bielany
Bogucin
Budy Kraszewskie
Charzyny
Chyczewo
Cieciersk
Ćwiersk
Dobrska-Kolonia
Dobrska-Włościany
Drozdowo
Druchowo
Folwark-Raciąż
Grzybowo
Jeżewo-Wesel
Kaczorowy
Kiełbowo
Kiniki
Kocięcin-Brodowy
Kodłutowo
Kossobudy
Koziebrody
Kozalin
Krajkowo
Kraszewo-Czubaki
Kraszewo-Falki
Kraszewo-Gaczułty
Kraszewo-Podborne
Kraśniewo
Kruszenica
Lipa
Łempinek
Łempino
Malewo
Mała Wieś
Młody Niedróż
Nowe Gralewo
Nowy Komunin
Nowe Młodochowo
Pęsy
Pólka-Raciąż
Sierakowo
Stare Gralewo
Stary Komunin
Strożęcin
Szapsk
Szczepkowo
Unieck
Wępiły
Witkowo
Zdunówek
Złotopole
Żukowo-Strusie
Żychowo
Weitere Ortschaften der Gemeinde sind Draminek, Kocięcin-Tworki, Kozolin, Krajkowo-Budki, Kraszewo-Rory, Kraszewo-Sławęcin, Sikory, Stare Młodochowo, Stary Niedróż und Żukowo-Wawrzonki.